# Villarlurin
Villarlurin korábbi község (település) Franciaországban, Savoie megyében. 2016. január 1-jén Saint-Martin-de-Belleville községgel egyesült és Les Belleville új község része lett.
Lakosainak száma 324 fő (2018. január 1.). Villarlurin Les Allues, Brides-les-Bains, Les Belleville, Salins-Fontaine, Saint-Martin-de-Belleville, Salins-les-Thermes és Fontaine-le-Puits községekkel határos.

## Népesség
A település népessége az elmúlt években az alábbi módon változott:
| Lakosok száma | 272  | 281  | 298  | 276  | 301  | 311  | 319  | 334  | 323  | 324  |
|               | 1962 | 1968 | 1975 | 1982 | 1990 | 2008 | 2013 | 2015 | 2017 | 2018 |